# 수입초등학교
수입초등학교는 대한민국 경기도 양평군에 있는 공립 초등학교이다.

## 학교 연혁
- 1948년 7월 1일: 수입국민학교 개교

## 참고 자료
- 수입초등학교 - 한국교육학술정보원 학교알리미